# La maledizione di Janice
La maledizione di Janice è un film del 1985 diretto da George Mihalka.

## Trama
Il film narra la storia di Paul Sharpe, un insoddisfatto regista di spot televisivi, e di Janice, una donna seducente e misteriosa che pratica la magia nera. 

## Distribuzione
Il film ha vinto il Prix du public all'Avoriaz horror film festival nel 1987 ed è stato candidato per due Genie Award: Winston Rekert come miglior attore e Marvin Dolgay per la migliore colonna sonora. Il film è stato proiettato in retrospettiva al Fantasia Film Festival 2017.